# Danh sách đơn vị hành chính Vương quốc Anh
Địa lý hành chính của Vương quốc Anh rất phức tạp, nhiều tầng và không đồng nhất. Vương quốc Anh, một quốc gia có chủ quyền ở phía tây bắc của lục địa châu Âu, bao gồm Anh, Bắc Ireland, Scotland và Wales. Đối với chính quyền địa phương ở Vương quốc Anh, Anh, Bắc Ireland, Scotland và Wales đều có hệ thống phân giới hành chính và địa lý riêng. Do đó, không có "địa tầng chung của đơn vị hành chính bao gồm Vương quốc Anh". 
Bởi vì không có tài liệu thành văn nào bao gồm toàn diện hiến pháp Anh , và do lịch sử hình thành của Vương quốc Anh phức tạp, nhiều thuật ngữ được sử dụng để chỉ các bộ phận cấu thành của nó, đôi khi được gọi là bốn quốc gia của Vương quốc Anh. Bốn quốc gia này đôi khi được gọi chung là "Home Nations".
Vương quốc Anh cũng có 17 lãnh thổ phụ thuộc không chính thức là một phần của Vương quốc Anh nhưng được đại diện bởi nó ở những nơi như Liên Hợp Quốc.
Trong lịch sử, các phân khu phụ của Vương quốc Anh là quận và giáo xứ, trong khi sau sự xuất hiện của một quốc hội thống nhất của Vương quốc Anh, phường và bộ phận bầu cử đã trở thành các phân khu chính trị toàn Vương quốc Anh. Các bộ phận hiện đại hơn bao gồm các khu vực Lieutenancy và các lãnh thổ thống kê được xác định bằng hệ thống ITL hiện đại (trước đây là NUTS) và ISO 3166-2:GB. 

## Anh
Anh bao gồm vùng, hạt nghi lễ, hạt đô thị, hạt không thuộc đô thị, quận đô thị (của hạt đô thị), 32 khu tự quản Luân Đôn (của thành phố Luân Đôn), sui generis (không rõ).

### Vùng
Vùng là đơn vị hành chính lớn nhất Anh, hiện tại có 9 vùng.
| Tên                 | Diện tích                    | Dân số    | Ghi chú                                                    |
| ------------------- | ---------------------------- | --------- | ---------------------------------------------------------- |
| Đông Bắc            | Dặm vuông: 3.317 Km²: 8.592  | 2.657.909 | Còn được gọi là Northumbria                                |
| Tây Bắc             | Dặm vuông: 5.469 Km²: 14.156 | 7.052.000 |                                                            |
| Yorkshire và Humber | Dặm vuông: 5.950 Km²: 15.420 | 5.284.000 |                                                            |
| Đông Trung du       | Dặm vuông: 6.034 Km²: 15.627 | 4.804.149 |                                                            |
| Tây Trung du        | Dặm vuông: 5.019 Km²: 12.998 | 5.713.000 |                                                            |
| Đông                | Dặm vuông: 7.380 Km²: 19.120 | 5.847.000 |                                                            |
| Đông Nam            | Dặm vuông: 7.373 Km²: 19.095 | 8.635.000 |                                                            |
| Tây Nam             | Dặm vuông: 9.200 Km²: 23.000 | 5.289.000 | Vùng lớn nhất về diện tích                                 |
| Đại Luân Đôn        | Dặm vuông: 1.572 Km²: 607    | 7.753.600 | Vùng nhỏ nhất về diện tích, vừa là vùng vừa là hạt nghi lễ |

### Hạt lịch sử

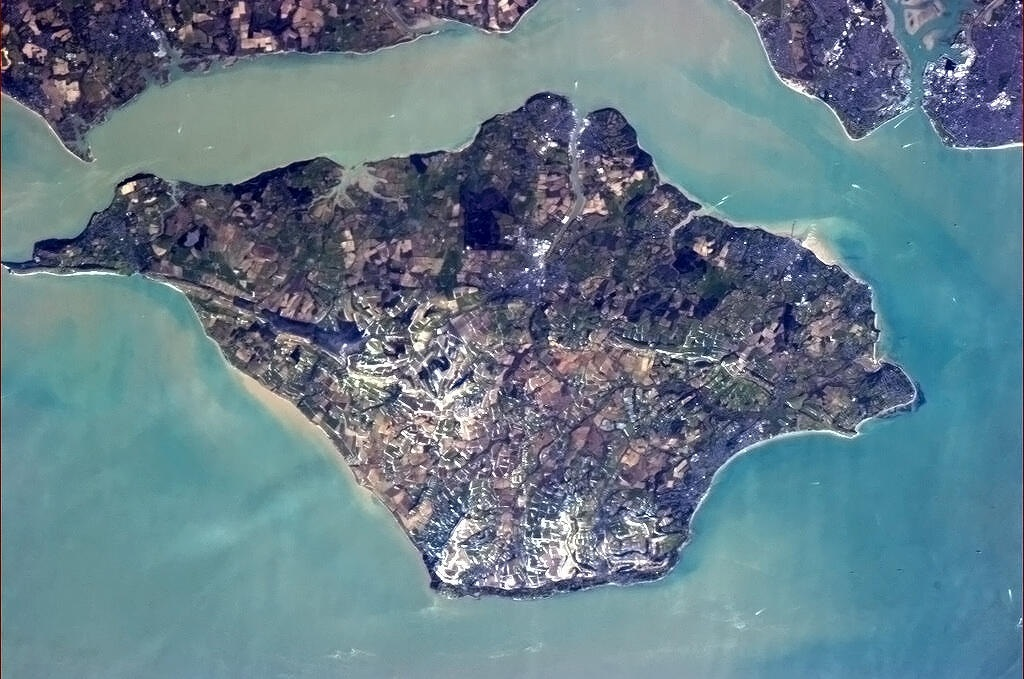
Đảo Wight được nhìn từ Trạm vũ trụ Quốc tế.

Các quận lịch sử của Anh được lành lập vào năm 1883 do người Norman quản lý. Hiện tại có 39 hạt lịch sử và không còn tồn tại.

### Hạt nghi lễ
Hiện tại có 48 hạt tất cả (không tính quần đảo Scilly)
- Bắc Yorkshire
- Bedfordshire
- Berkshire
- Bristol
- Buckinghamshire
- Cambridgeshire
- Cheshire
- Cornwall
- Cumbria
- Derbyshire
- Devon
- Dorset
- Durham
- Đại Luân Đôn
- Đảo Wight
- Đông Sussex
- Đông Yorkshire
- Đại Manchester
- Essex
- Gloucestershire
- Hampshire
- Herefordshire
- Hertfordshire
- Kent
- Lancashire
- Leicestershire
- Lincolnshire
- Merseyside
- Norfolk
- Northamptonshire
- Nottinghamshire
- Nam Yorkshire
- Oxfordshire
- Rutland
- Shropshire
- Somerset
- Staffordshire
- Suffolk
- Surrey
- Thành phố Luân Đôn (không phải Luân Đôn)

Cờ của Đại Machester

- Tyne và Wear
- Tây Sussex
- Tây Yorkshire
- Tây Trung du
- Warwickshire
- Wiltshire
- Worcestershire

### Hạt đô thị
Được thành lập vào năm 1974, hạt đô thị có tất cả 6 hạt nghi lễ.
- Đại Manchester
- Merseyside
- Nam Yorkshire
- Tây Trung du

### Hạt không thuộc hạt đô thị
Tính đến năm 2021, có tổng cộng 139 hạt trong đó có 181 hành chính hai cấp và 58 chính quyền đơn nhất.

### Các đơn vị hành chính khác
- Quận đô thị: 36
- Khu tự quản Luân Đôn: 32
- Sui generis: 2

## Wales
Wales được chia thành 22 khu vực hội đồng.

### Hạt lịch sử

Bản đồ hành chính Wakes

Đơn vị hành chính đầu tiên của Wales là hạt. Tính đến hiện tại có 13 hạt và không còn tồn tại.
- Monmouthshire
- Glanmorganshire
- Carmarthenshire
- Pembrokeshire
- Cardiganshire
- Brecknockshire
- Radnorshire
- Montgomeryshire
- Denbighshire
- Flintshire
- Merionethshire
- Caernarfonshire
- Anglesey

### Hạt bảo tồn
Trước khi có các đơn vị hành chính hiện tại, xứ Wales có tổng cộng 8 hạt bảo tồn thành lập từ năm 1974 đến 1996.
- Gwent
- Nam Glamorgan
- Trung du Glamorgan
- West Glamorgan
- Dyfed
- Powys
- Clwyd

### Hạt

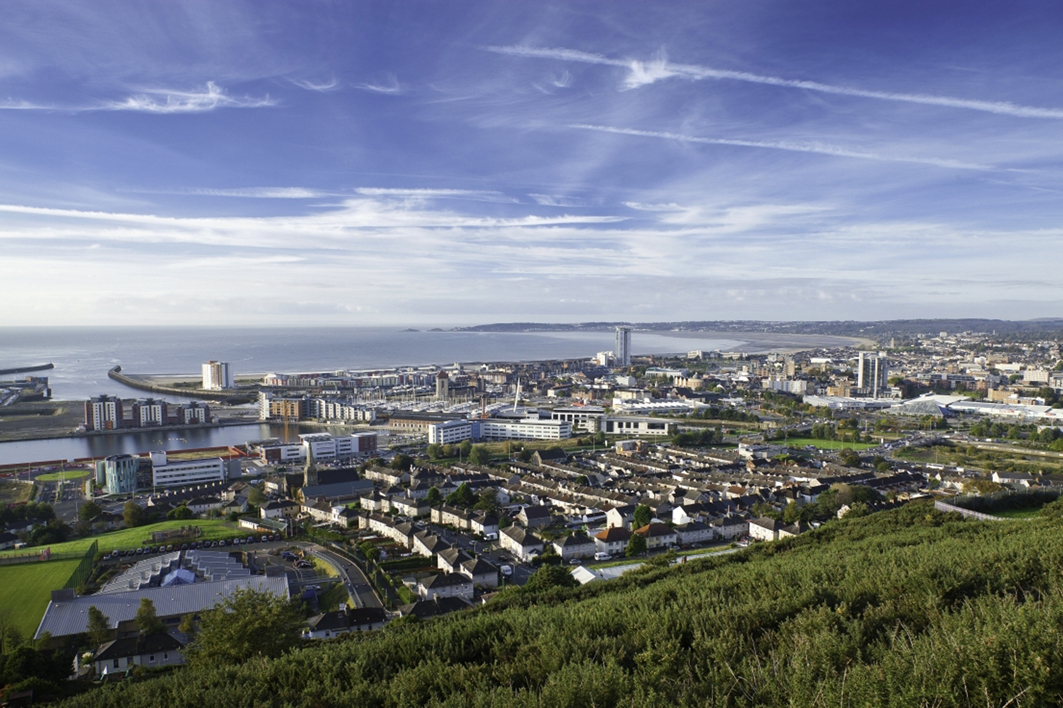
Trung tâm thành phố Swansea

Wales có tổng cộng 11/22 hạt, trong đó có 2 hạt là thành phố (Cardiff và Swansea).
| Tên             | Năm thành lập | Tên bản ngữ |
| --------------- | ------------- | ----------- |
| Cardiff         | 1996          | Caerdydd    |
| Carmarthenshire | 1996          | Gaerfyddin  |
| Ceredigion      | 1996          | Ceredigion  |
| Anglesey        | 1996          | Ynys Môn    |
| Denbighshire    | 1996          | Ddinbych    |
| Flintshire      | 1996          | Y Fflint    |
| Gwynedd         | 1974          | Gwynedd     |
| Powys           | 1974          | Powys       |
| Monmouthshire   | 1996          | Fynwy       |
| Swansea         | 1996          | Abertawe    |
| Pembrokeshire   | 1996          | Brenfo      |

### Quận hạt
Wales có tổng cộng 11/22 quận hạt, trong đó có 1 thành phố (Newport).
| Tên                  | Năm thành lập | Tên bản ngữ             |
| -------------------- | ------------- | ----------------------- |
| Blaenau Gwent        | 1996          | Blaenau Gwent           |
| Bridgen              | 1996          | Pen-y-bont ar Ogwr      |
| Caerphilly           | 1996          | Caerffili               |
| Conwy                | 1996          | Conwy                   |
| Merthyr Tydfil       | 1996          | Merthyr Tudful          |
| Rhonda Cynon Taf     | 1996          | Rhonda Cynon Taf        |
| Newport              | 1996          | Casnewydd               |
| Torfaen              | 1996          | Torfaen                 |
| Neath Port Talbot    | 1996          | Castell-ned Port Tanbot |
| Thung lũng Glamorgan | 1996          | Bro Morgannwg           |
| Wrexham              | 1996          | Wrecsam                 |

## Scotland

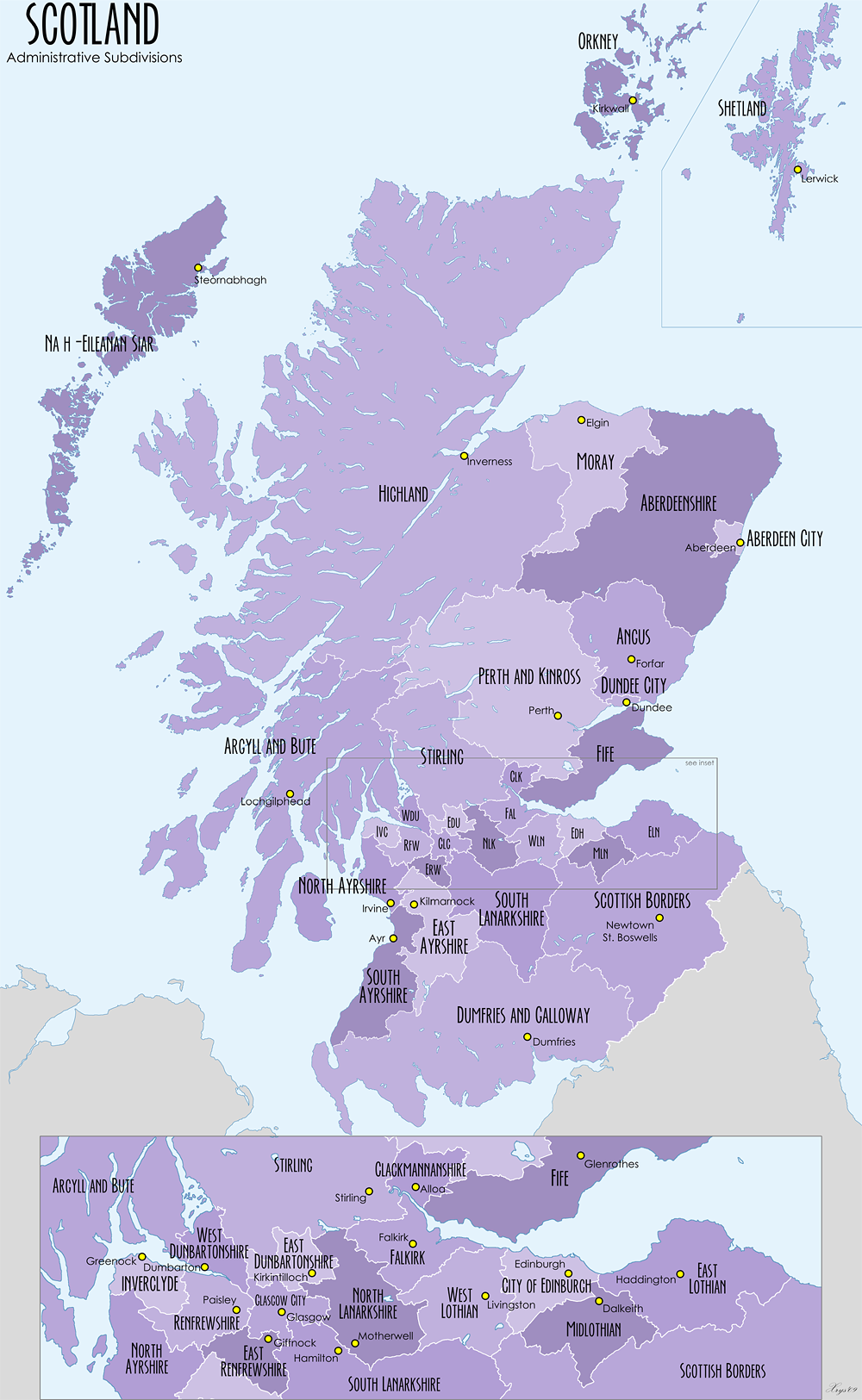
Bản đồ hành chính Scotland

Phân cấp hành chính lịch sử của Scotland gồm lãnh địa mormaer, stewartry, lãnh địa bá tước, thị trấn, giáo xứ, hạt, khu vực và huyện. Một số tên gọi vẫn thỉnh thoảng được sử dụng với vai trò ký hiệu địa lý.

### Hạt lịch sử
Từ thời Trung Cổ đến năm 1975, Scotland có đơn vị hành chính là hạt.

#### Các hạt trước năm 1305
Trước năm 1305, Scotland có 24 hạt.

#### Các hạt năm 1305-1890
Sau năm 1305, Từ 24 hạt đã giảm xuống 9 hạt.

#### Các hạt năm 1890
Có tổng cộng 32 hạt ở Scotland vào năm 1890

#### Các hạt năm 1890-1975
Sau năm 1890, Scotland có tổng cộng 33 hạt, 5/33 hạt được đổi tên

### Hội đồng
Có tổng cộng 29 hội đồng ở trên đất liền, 3 ở trên đảo.
- Aberdeenshire
- Aberdeen
- Angus
- Argyll và Bute
- Bắc Lanarkshire
- Bắc Ayrshire
- Biên giới Scotland
- Cao nguyên
- Clackmannanshire
- Dumfries và Galloway
- Đông Ayrshire
- Đông Lothian
- Đông Renfrewshire
- Đông Dunbartonshire
- Edinburgh
- Falkirk
- Fife
- Glasgow
- Inverclyde
- Midlothian
- Moray
- Nam Ayrshire
- Perth và Kinross
- Renfrewshire
- Stirling
- Tây Lothian
- Tây Dunbartonshire

- Na h-Eileanan Siar (Quần đảo phía Tây)

Cờ của Shetland

- Quần đảo Orkney
- Quần đảo Shetland

### Đơn vị hành chính khác
Scotland có một số đơn vị hành chính khác, một số đơn vị được quản lý bởi các hội đồng chung của các hội đồng.
- Electoral and valuation: 14
- NHS: 14
- Transport: 7
- Eurostats NUTS: NUTS 1 (Scotland), NUTS 2 (Đông, Tây Nam, Đông Bắcc, Cao nguyên và Hải đảo)
- Land registration: 33
- Sheriffdoms: 6
- Khu vực Lieutenancy: 33
- Former police and fire services: 32

## Bắc Ireland
Bắc Ireland là quốc gia cấu thành duy nhất không có quốc kỳ, quốc huy và cũng là quốc gia cấu thành duy nhất ở trên đảo Ireland

### Hạt
Các hạt của Bắc Ireland bao gồm 6 hạt: Antrim, Armagh, Down, Fermanagh, Londonderry, Tyrone. Các hạt này là một phần của tỉnh Ulster.

### Quận
Các quận được chia ra thành 11 cho các mụch đích chính quyền địa phương.

#### Quận từ năm 1972-2015
Trước khi bị giải thể, Bắc Ireland có tổng cộng 26 quận.

## Các đơn vị hành chính khác

### Lãnh thổ hải ngoại
Có tổng cộng 14 lãnh thổ hải ngoại của Anh (8 ở châu Mỹ, 1 lãnh thổ tranh chấp ở châu Nam Cực, 2 ở châu Phi, 1 ở châu Á và 2 châu Âu.
- Anguilla
- Akrotiri và Dhekelia
- Bermuda
- Quần đảo Cayman
- Quần đảo Turks và Caicos
- Montserrat
- Quần đảo Pitcairn
- Quần đảo Falkland
- Nam Georgia và Quần đảo Nam Sandwich
- Saint Helena, Ascension và Tristan da Cunha
- Gibraltar
- Lãnh thổ Ấn Độ Dương thuộc Anh
- Lãnh thổ châu Nam Cực thuộc Anh

### Thuộc địa hoàng gia
Có 3 thuộc địa hoàng gia, tất cả 3 nơi này là đảo và giáp đảo Anh.
- Jersey
- Guernsey
- Đảo Man